# Associazione dei bibliotecari francesi
L'Associazione dei bibliotecari di Francia (Association des bibliothécaires de France, ABF) raggruppa i professionisti delle biblioteche francesi. Fondata nel 1906 come Association des bibliothécaires français (Associazione dei bibliotecari francesi), è stata riconosciuta di pubblica utilità nel 1969. Nel 2006, insieme all'approvazione del nuovo statuto, è stata modificata la denominazione.

## Attività
In base allo statuto adottato nel 2006, scopo dell'Associazione è quello di rendere i bibliotecari professionisti di riferimento essenziali per l'accesso alle informazioni, l'istruzione, la cultura, il tempo libero, e naturalmente per la promozione della lettura.
L'Associazione interagisce attivamente con le autorità pubbliche al fine di promuovere lo sviluppo delle biblioteche di qualsiasi tipologia, assicurando risorse e mezzi adeguati. Inoltre l'ABF rappresenta le biblioteche francesi non soltanto al cospetto delle istituzioni nazionali, ma anche nei confronti delle organizzazioni straniere ed internazionali, con le quali favorisce scambi e collegamenti e con cui mantiene relazioni internazionali nell'ambito dell'IFLA, di Eblida (European bureau of library, information and documentation), di Liber (Ligue des bibliothèques européennes de recherche) e di altre organizzazioni di cooperazione internazionale.
Fra i compiti dell'Associazione è la preparazione di un codice deontologico e la verifica della sua applicazione, in base ai principi stabiliti da UNESCO e IFLA.
L'ABF cura inoltre varie pubblicazioni, fra cui la rivista quadrimestrale Bibliothèque(s), subentrata al Bulletin d'information de l'Association des bibliothécaires français ("Bollettino d'informazione dell'Associazione dei bibliotecari francesi"). Cura anche gli aggiornamenti di Métier de bibliothécaire ("Il mestiere del bibliotecario"), tramite la casa editrice Cercle de la librairie e pubblica direttamente la collana Médiathèmes ("Temi sui media"), di cui è uscita una decina di volumi.

## Struttura organizzativa
Dei 3000 soci fanno parte i bibliotecari e tutti i professionisti dell'informazione e della cultura, come librai, editori, aggregatori, sia a livello di singole persone, sia a livello istituzionale come biblioteche, centri di documentazione, amministrazioni comunali.
L'associazione è gestita dal presidente e dai suoi diretti collaboratori; un gruppo permanente di 5 impiegati coordina ed esegue le direttive, si occupa della gestione amministrativa e della diffusione delle pubblicazioni.
Un consiglio nazionale, composto dai presidenti dei 23 gruppi regionali, definisce la politica dell'Associazione e ne elegge il presidente ed i collaboratori diretti.

### I Presidenti
- 1906-1908: Joseph Deniker
- 1908-1910: Charles Mortet
- 1910-1912: Henry Martin
- 1912-1914: Charles Mortet
- 1914-1916: Henri Michel
- 1916-1918: Paul Marais
- 1918-1919: Eugène Morel
- 1919-1921: Ernest Coyecque
- 1921-1923: Henri Martin
- 1923-1925: Ernest Coyecque
- 1925-1927: Gabriel Henriot
- 1927-1928: Paul-André Lemoisne
- 1928-1929: Henri Lemaître
- 1929-1931: Émile Dacier

- 1931-1933: Paul-André Lemoisne
- 1933-1935: Jean Babelon
- 1933-1938: Amédée Britsch
- 1938-1940: Henri Vandel
- 1940-1943: André Martin
- 1943-1945: Pierre Lelièvre
- 1945-1947: Myriem Foncin
- 1947-1949: André Hahn
- 1949-1951: Robert Brun
- 1951-1953: André Hahn
- 1953-1955: Pierre Josserand
- 1955-1958: Maurice Piquart
- 1958: Louis-Marie Michon
- 1958-1961: Myriem Foncin

- 1961-1964: Henriot Marty
- 1964-1969: Suzanne Honoré
- 1969-1970: Louis Desgraves
- 1970-1972: Noë Richter
- 1972-1975: Roger Pierrot
- 1975-1982: Marc Chauveinc
- 1982-1985: Jean-Claude Garreta
- 1985-1989: Jacqueline Gascuel
- 1989-1994: Françoise Danset
- 1994-2000: Claudine Belayche
- 2000-2003: Gérard Briand
- 2003-2007: Gilles Éboli
- 2007-2009: Dominique Arot
- 2009-2012: Pascal Wagner

#### Gruppi regionali
I gruppi regionali rappresentano le istituzioni cardine dell'Associazione e ne organizzano la maggior parte delle attività. Ogni gruppo regionale designa il proprio consiglio di amministrazione, che può essere composto da sei fino a venti membri. I presidenti dei vari gruppi regionali partecipano al consiglio nazionale. I gruppi regionali appartengono a:
1. Alsazia
2. Antille francesi-Guyana francese
3. Aquitania
4. Alvernia
5. Borgogna
6. Bretagna
7. Centro
8. Champagne-Ardenne
9. Franca Contea
10. Île-de-France (Parigi esclusa)
11. Linguadoca-Rossiglione

1. Lorena
2. Midi-Pirenei
3. Nord
4. Normandia
5. Parigi
6. Paesi della Loira
7. Piccardia
8. Poitou-Charentes-Limosino
9. Provenza-Alpi-Costa Azzurra
10. Rodano-Alpi
11. Réunion

#### Commissioni
Le commissioni sono i gruppi di lavoro dell'Associazione. I responsabili di ciascuna commissione partecipano al consiglio nazionale, con pari diritti rispetto ai presidenti dei gruppi regionali. I gruppi di lavoro si occupano fra l'altro di:
- migliorare l'accesso delle persone disabili alle biblioteche[10]
- comunicazione
- laboratori[11]
- formazione
- relazioni internazionali
- giovani
- videogiochi in biblioteca
- "Legoteca": "biblioteche, costruzione di sé e lotta contro gli stereotipi[12]
- biblioteche e mediateche nei penitenziari
- biblioteche dei comitati d'impresa
- risorse umane e formazione

## Iniziative
Tramite i gruppi regionali, l'ABF organizza viaggi di studio e corsi di formazione per bibliotecari. I viaggi di studio, in Francia o all'estero, hanno lo scopo di far conoscere nuove biblioteche e favorire gli incontri fra bibliotecari. I corsi di formazione sono generalmente destinati a persone che lavorano in biblioteca per volontariato o con un basso livello. Tali corsi si concludono con il conferimento di un diploma specifico, il "diplôme de l'ABF".
Dal 1989 l'ABF collabora con l'associazione delle librerie specializzate per i giovani talenti (Association des librairies spécialisées jeunesses) per l'attribuzione del Prix Sorcières ("Premio Streghe") e la valorizzazione delle opere vincitrici.
Inoltre l'ABF organizza ogni anno un congresso nazionale su temi specifici.
| Anno | Città      | Congresso |
| ---- | ---------- | --- |
| 2002 | Troyes     | Bibliothécaire : évolution, révolution (Il bibliotecario: evoluzione, rivoluzione)                                                               |
| 2003 | Aubagne    | Le citoyen européen et les bibliothèques - Europe, information, libertés (Il cittadino europeo e le biblioteche - Europa, informazione, libertà) |
| 2004 | Tolosa     | Bibliothèques et territoires (Biblioteche e territori)                                                                                           |
| 2005 | Grenoble   | Droit des bibliothèques, droit des usagers (Diritto delle biblioteche, diritto dell'utenza)                                                      |
| 2006 | Parigi     | L'avenir des bibliothèques (Il futuro delle biblioteche)                                                                                         |
| 2007 | Nantes     | Les publics (I tipi di utenza) |
| 2008 | Reims      | Les jeunes et la bibliothèque, du collège à l'université (I giovani e la biblioteca, dalla scuola media all'università)                          |
| 2009 | Parigi     | Usages, espaces, architecture (Utilizzo, spazi, architettura)                                                                                    |
| 2010 | Tours      | Économie : si on parlait d'argent ? (Economia: se si parlasse di denaro?)                                                                        |
| 2011 | Lilla      | Les bibliothèques au défi de la communication (Le biblioteche sfidano la comunicazione)                                                          |
| 2012 | Montreuil  | La bibliothèque, une affaire publique (La biblioteca, una questione pubblica)                                                                    |
| 2013 | Lione      | La bibliothèque, fabrique du citoyen (La biblioteca, fabbrica del cittadino)                                                                     |
| 2014 | Parigi     | Nouveaux métiers, nouvelles compétences (Nuovi mestieri, nuove competenze)                                                                       |
| 2015 | Strasburgo | Inventer pour surmonter. Bibliothèques en tension (Inventare per vincere. Le biblioteche sotto pressione)                                        |